# محمد هنيد
محمد هنيد أكاديمي وباحث تونسي وأستاذ جامعي محاضر بجامعة السربون بباريس (المعهد الوطني للغات والحضارات الشرقية بباريس) ويشتغل في حقل تحليل الخطاب وعلم الدلالة الإدراكي واللسانيات كما أنه يُدرّس دلالات الخطاب السياسي العربي المعاصر ومنطق العلاقات الدولية من زاوية معرفية.

## مسيرته
تمّ تعين محمد هنيد مستشارا أولا لدى رئيس الجمهورية المنصف المرزوقي إضافة إلى مستشاريه الآخرين وذلك بمقتضى قرار جمهوري عدد 299 لسنة 2013 مؤرخ في 1 نوفمبر الجاري. وكلف هنيد بملف الإعلام وذلك ابتداء من غرة نوفمبر الجاري.